# Melampitta lugubris
La melampitta minore (Melampitta lugubris Schlegel, 1871) è un uccello passeriforme della famiglia Melampittidae, unica specie ascritta al genere Melampitta .

## Etimologia
Il nome scientifico del genere, Melampitta, è un portmanteau delle parole melampo (a sua volta derivata dalle parole greche μήλανος - mèlanos, "nero", e ποῦς - pous, "piede") e pitta, col significato di "pitta dai piedi neri", mentre il nome della specie, lugubris, deriva dal latino: entrambi si riferiscono alla livrea di questi uccelli.
Nella zona dei Monti Jayawijaya, questi uccelli sono noti col nome locale di golík.

## Descrizione

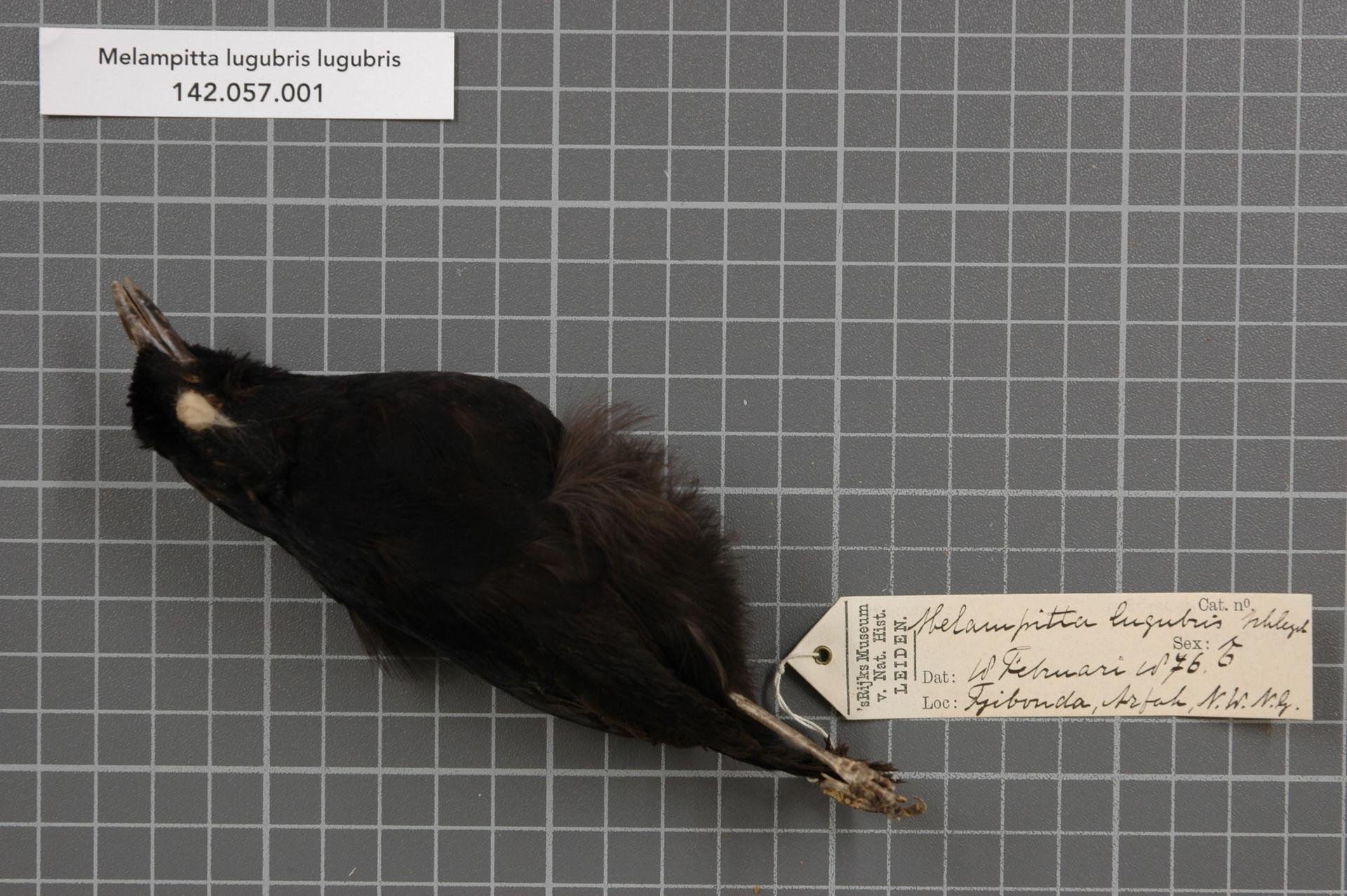
Esemplare impagliato.

### Dimensioni
Misura 17-18 cm di lunghezza, per 29-32 g di peso

### Aspetto
Questi uccelli possono ricordare delle pitte o dei pettirossi interamente neri, per la conformazione robusta e paffuta, la corta coda, le forti e lunghe zampe ed il corto becco.
La livrea è interamente nera su tutto il corpo, con tendenza a schiarirsi assumendo sfumature bluastre su gola, petto e fianchi: anche zampe e becco sono neri, mentre il colore degli occhi presenta dimorfismo sessuale, essendo l'iride di colore rosso vermiglio nei maschi e bruno scuro nelle femmine. Sull'alta fronte le penne sono erettili in ambedue i sessi.

## Biologia
Si tratta di uccelli dalle abitudini diurne e solitarie, che passano la maggior parte del tempo al suolo sondando il terreno col becco, rimuovendo sassolini, foglie e detriti alla ricerca di cibo, muovendosi a saltelli, pronti a nascondersi nel folto del sottobosco al minimo accenno di disturbo.

### Alimentazione
La melampitta minore è un uccello dalle abitudini essenzialmente insettivore, la cui dieta si compone perlopiù di insetti ed altri artropodi e dalle loro larve, ragni, vermi e lumache, oltre che di piccoli vertebrati (rane e lucertole) e sporadicamente anche semi e frutta matura.

### Riproduzione
Il periodo riproduttivo sembrerebbe concentrarsi fra settembre e novembre, coi piccoli che nascono e crescono così durante la stagione delle piogge, quando il cibo è più abbondante.
SI tratta di uccelli monogami, che tendono a formare coppie stabili: i due sessi collaborano nella costruzione del nido, che è una struttura sferica molto elaborata ottenuta intrecciando muschio ai lati di un tronco, un ramo o una fronda. Al suo interno la femmina depone un unico uovo, di colore bianco sporco con sparsissime maculature scure, che essa provvede da sola a covare (mentre il maschio si occupa di reperire il nutrimento per sé e la coniuge) per circa 27 giorni, un periodo insolitamente lungo per uccelli di taglia così piccola. Ambedue i genitori si occupano di nutrire il nidiaceo, cieco e ricoperto di piumino alla nascita, che è in grado di involarsi attorno ai 37 giorni dalla schiusa, anche questo un periodo piuttosto lungo rispetto ad altri passeriformi di taglia simile.

## Distribuzione e habitat
La melampitta minore è endemica della Nuova Guinea, dove è diffusa in tutto l'asse montuoso centrale dell'isola, dai monti Arfak a nord-ovest ai monti Owen Stanley a sud-est, passando per la Cordigliera centrale e la penisola di Huon.
L'habitat di questi uccelli è rappresentato dalla foresta pluviale montana e dalla foresta nebulosa fra i 2000 e i 3500 m di quota: in particolare questi uccelli sono più facilmente osservabili nei valloni in prossimità di corsi d'acqua e con presenza di denso sottobosco.

## Tassonomia
Se ne riconoscono tre sottospecie:
- Melampitta lugubris lugubris, la sottospecie nominale, endemica dei monti Arfak;
- Melampitta lugubris longicauda Mayr & Gilliard, 1952, diffusa nei monti Bismarck, nella penisola di Huon e nei monti Owen Stanley;
- Melampitta lugubris rostrata (Ogilvie-Grant, 1913), diffusa nei monti Maoke e nei Sudirman;